# Allium karataviense
Allium karataviense is een overblijvend bolgewas uit de narcisfamilie. Het behoort tot het geslacht Allium (look), waartoe ook uien, knoflook en prei behoren. De soort groeit van nature op kale puinhellingen in lager gelegen berggebieden in Midden-Azië (Kazachstan, Kirgizië, Tadzjikistan, Oezbekistan, Afghanistan). Het natuurlijke verspreidingsgebied omvat het Tiensjan-, het Alaj- en het Pamir-gebergte. De laagblijvende plant heeft brede, decoratieve, dofgroene bladeren en een attractieve, bolvormige bloeiwijze. A. karataviense wordt daarom veel gebruikt als sierplant, vooral in rotstuinen. In de volksmond wordt de plant 'puinlook' genoemd vanwege het losse puin waar de plant van nature tussen groeit.
Allium karataviense werd voor het eerst beschreven in 1875 door de Duitse botanicus Eduard August von Regel. De soortaanduiding karataviense verwijst naar het Karatau-gebergte, een noordwestelijke uitloper van het Tiensjan-gebergte in het zuiden van Kazachstan, waar de Russische ontdekkingsreizigers Sewersow en Krause de plant voor het eerst ontdekten.

## Beschrijving
De bol is bolvormig en heeft een diameter van 2-6 centimeter. De papierachtige buitenste schil van de bol is zwart- tot grijsachtig. De bladeren, meestal twee per bol (zelden drie), zitten dicht bij de basis van de stengel. Ze zijn langwerpig, licht gebogen en stevig van structuur. Ze zijn duidelijk generfd, kaal en dofgroen van kleur met een lichte glans. Ze zijn 15-23 centimeter lang en ongeveer 8 centimeter breed in het midden. De stengel is ongeveer 15 centimeter hoog, rond, stevig en heeft een doffe grijsgroene of blauwe kleur. De bloeiwijze is een dicht scherm dat ongeveer bolvormig is en 7-10 centimeter in diameter. De steeltjes die stijf in alle richtingen wijzen, hebben twee of drie korte, driehoekige schutblaadjes.
De bloemen hebben een stervormig bloemdek met zes lancetvormige, witte of roze-violetkleurige  bloemblaadjes, die ongeveer 8 millimeter lang zijn. De helmdraden staan rechtop, zijn ongeveer even lang als de bloemblaadjes en aan de basis vergroeid met het bloemdek. De helmknoppen zijn klein en langwerpig. De stijl van de bloem is even lang als het vruchtbeginsel. Het vruchtbeginsel is grijspaars, bolvormig en driehokkig met twee rechtopstaande, randstandige zaadknoppen per hok.
A. karataviense bloeit van het late voorjaar tot het midden van de zomer. De bloei duurt ongeveer 25 dagen.

## Afbeeldingen

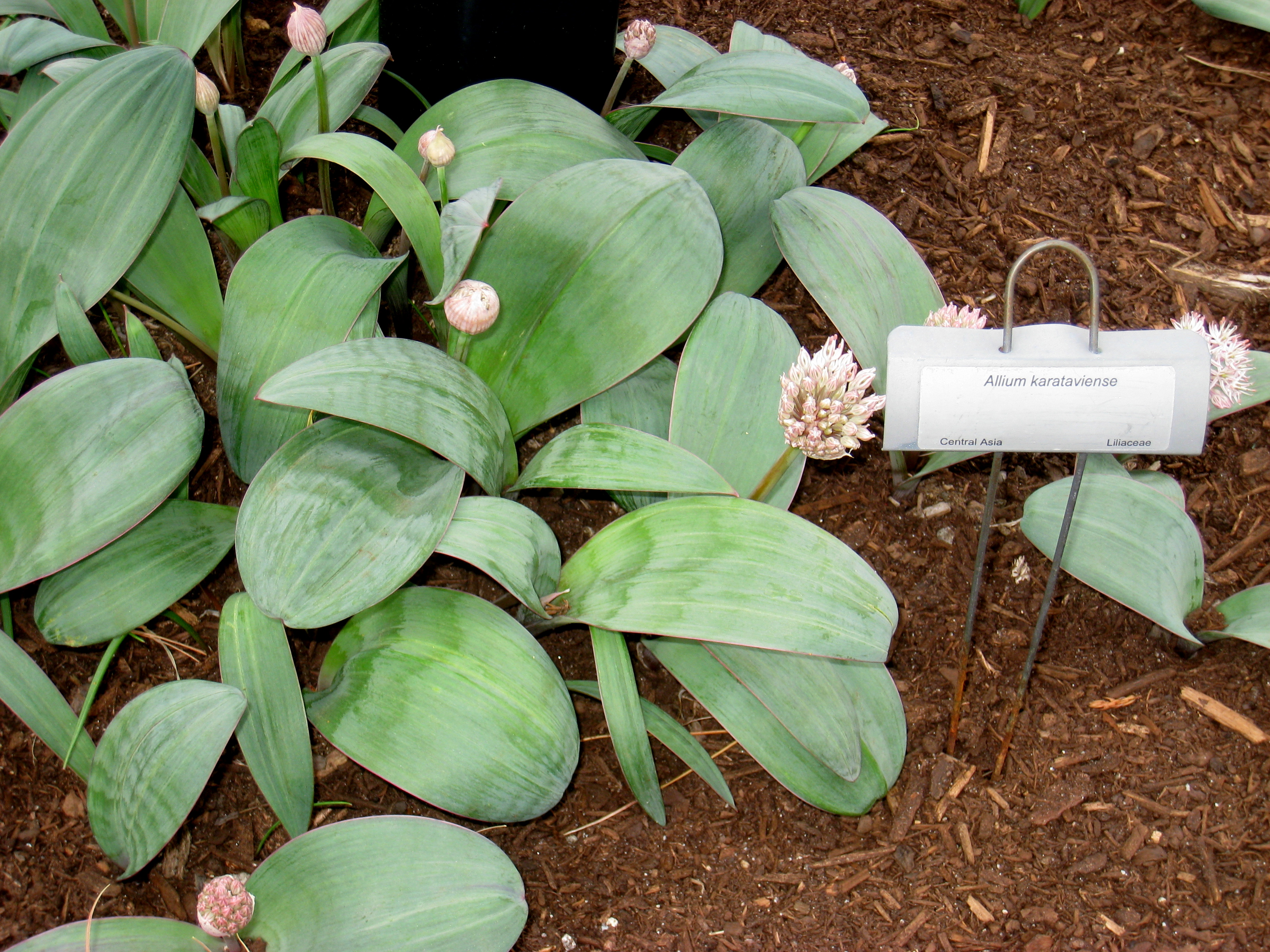
Planten met knoppen
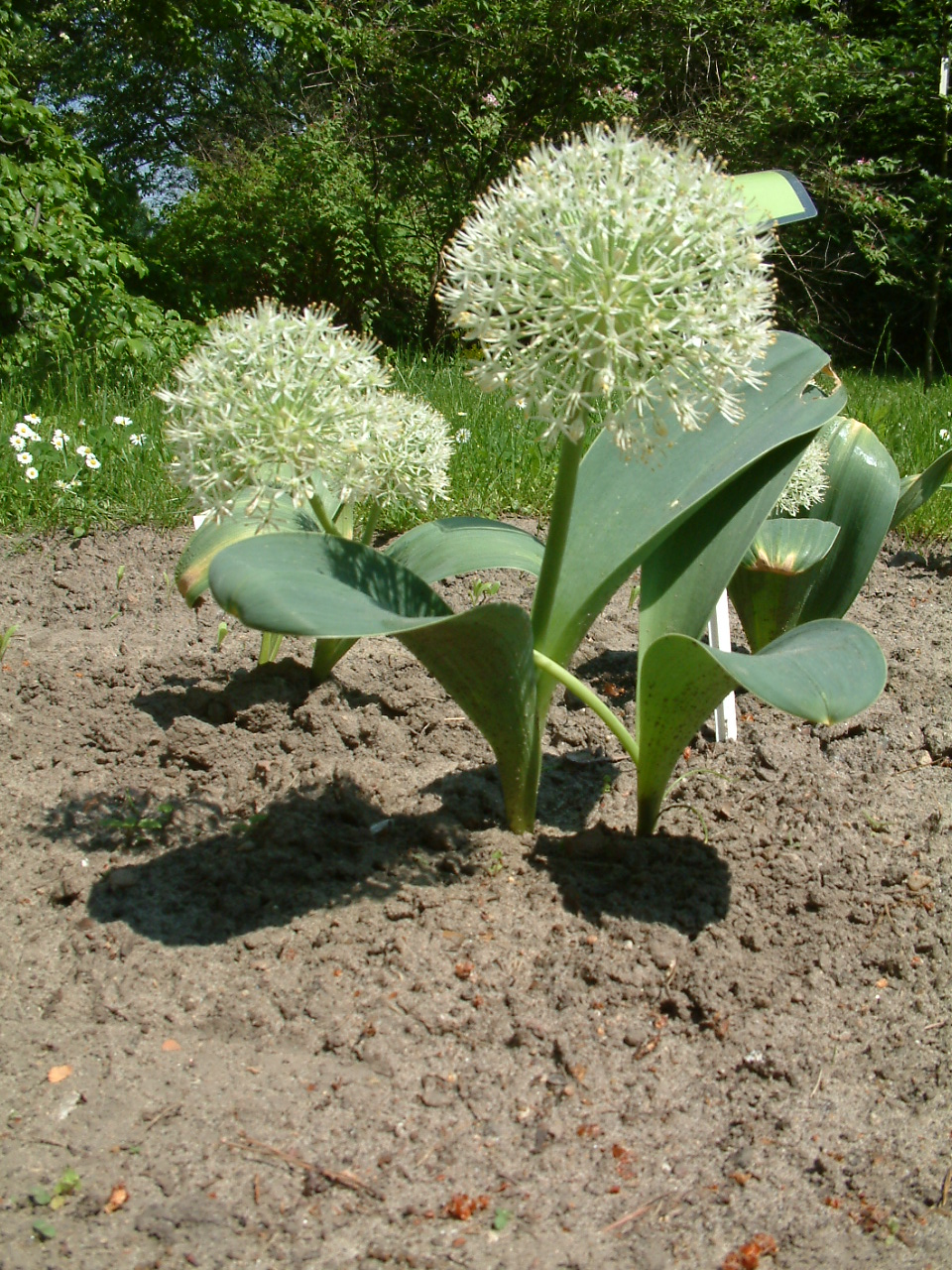
Bloeiende plant
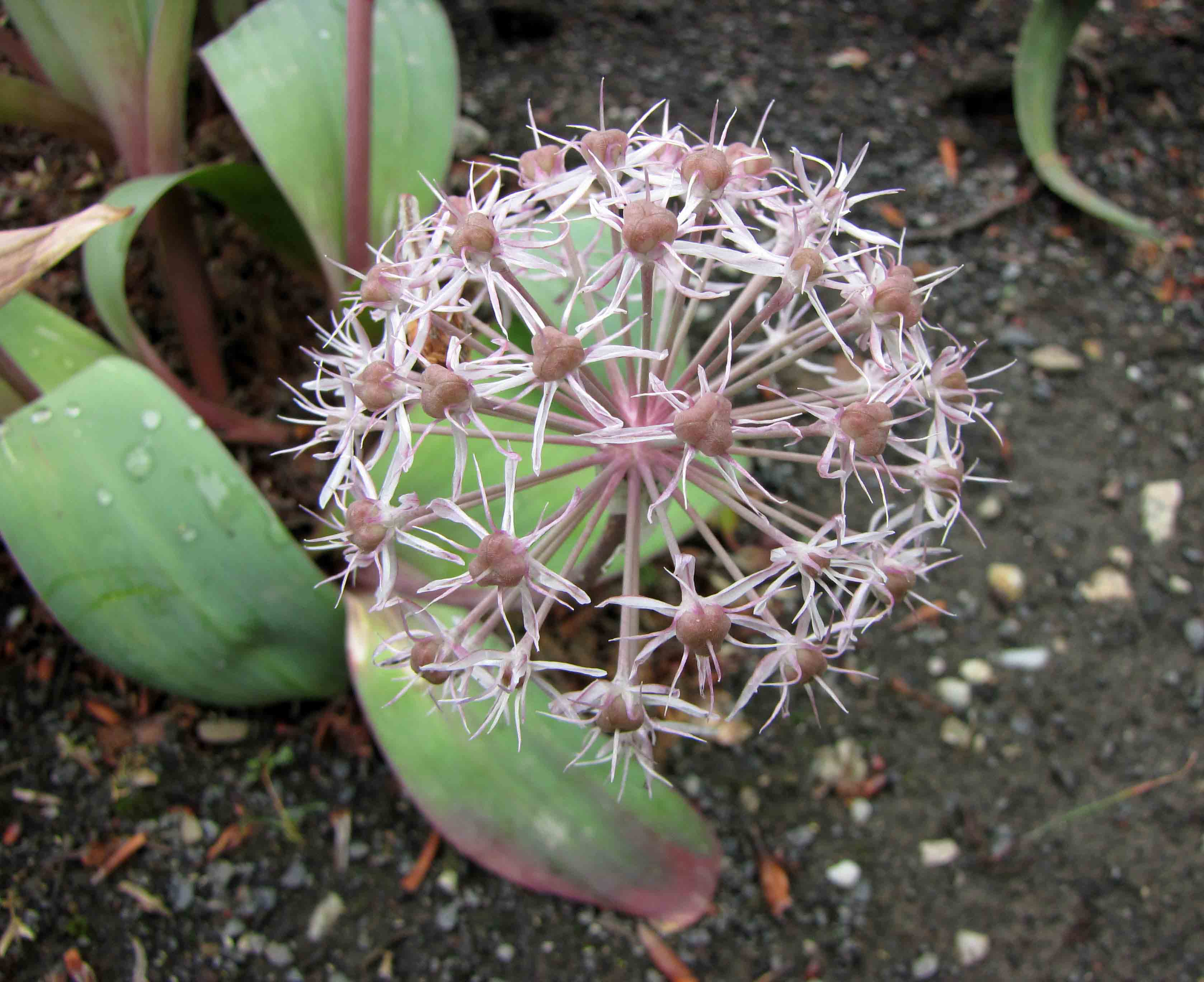
Bloeiwijze
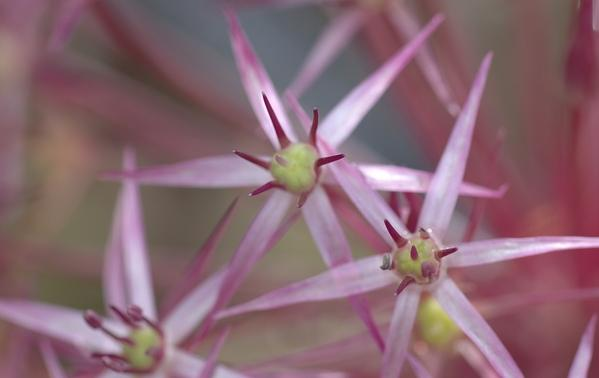
Bloemen (detail)

... · 
A. altaicum · 
A. ampeloprasum (prei) · 
A. ascalonicum (sjalot) · 
A. carinatum (berglook) · 
A. cepa (ui) · 
A. fistulosum (grof bieslook) · 
A. fistulosum var. bulbifera (sint-jansui) · 
A. fistulosum var. giganteum (stengelui) ·
A. karataviense · 
A. oleraceum (moeslook) · 
A. oschaninii (eslook) · 
A. paradoxum (armbloemig look) · 
A. rotundum (ronde look) · 
A. sativum (knoflook) · 
A. schoenoprasum (bieslook) · 
A. scorodoprasum (slangenlook) · 
A. sphaerocephalon (kogellook) · 
A. tricoccum · 
A. triquetrum (driekantig look) · 
A. tuberosum (Chinese bieslook) · 
A. ursinum (daslook) · 
A. vineale (kraailook) · 
A. zebdanense (bochtig look) ·
...